# Wallace Worsley
Wallace Worsley (Wappingers Falls, 8 dicembre 1878 – Hollywood, 26 marzo 1944) è stato un regista e attore statunitense.

## Biografia
Nato a Wappingers Falls, nello stato di New York, era un attore teatrale che diventò regista cinematografico all'epoca del muto. Nella sua carriera di regista, che durò dieci anni, dal 1918 al 1928, firmò 29 pellicole, interpretando anche 7 film. Molti dei film che diresse avevano come protagonista Lon Chaney

### Vita privata
Wallace Worsley era sposato con l'attrice Julia M. Taylor da cui ebbe due figli, Paul Worsley e Wallace Worsley Jr., anche lui regista cinematografico,

## Filmografia

### Regista
- An Alien Enemy (1918)
- Social Ambition (1918)
- Honor's Cross (1918)
- Wedlock (1918)
- A Law Unto Herself (1918)
- The Goddess of Lost Lake (1918)
- Adele (1919)
- Diane of the Green Van (1919)
- Playthings of Passion (1919)
- A Woman of Pleasure (1919)
- The Street Called Straight (1920)
- Fratelli nemici (The Little Shepherd of Kingdom Come) (1920)
- The Penalty (1920)
- The Highest Bidder (1921)
- Don't Neglect Your Wife (1921)
- The Ace of Hearts (1921)
- The Beautiful Liar (1921)
- The Night Rose rinominato Voices of the City (1921)
- Grand Larceny (1922)
- When Husbands Deceive (1922)
- Rags to Riches (1922)
- Enter Madame  (1922)
- A Blind Bargain (1922)
- Nobody's Money (1923)
- Is Divorce a Failure? (1923)
- Il gobbo di Notre Dame (The Hunchback of Notre Dame) (1923)
- The Man Who Fights Alone (1924)
- Shadow of the Law (1926)
- Imputata alzatevi! (The Power of Silence) (1928)

### Attore
- Paws of the Bear, regia di Reginald Barker (1917)
- Borrowed Plumage, regia di Raymond B. West (1917)
- A Man's Man, regia di Oscar Apfel (1917)
- Alimony, regia di Emmett J. Flynn (1917)
- Madam Who, regia di Reginald Barker (1918)
- The Turn of a Card, regia di Oscar Apfel (1918)
- An Alien Enemy, regia di Wallace Worsley (1918)
- A Man's Man, regia di Oscar Apfel (1923)